# Кужбахтинська сільська рада
Кужбахти́нська сільська рада (рос. Кужбахтинский сельский совет) — муніципальне утворення у складі Ілішевського району Башкортостану, Росія. Адміністративний центр — село Тазеєво.

## Населення
Населення — 900 осіб (2019, 1020 у 2010, 1146 у 2002).

## Склад
До складу поселення входять такі населені пункти:
| Населений пункт         | Населення, осіб (2002) | Населення, осіб (2010) |
| ----------------------- | ---------------------- | ---------------------- |
| Восток, присілок        | 37                     | 29                     |
| Гремучий Ключ, присілок | 120                    | 101                    |
| Кужбахти, село          | 402                    | 372                    |
| Тазеєво, село           | 587                    | 518                    |